# Jelenovití
Jelenovití (Cervidae) je čeleď sudokopytníků. Žijí na všech kontinentech kromě Antarktidy. Jejich hlavním biotopem je hlavně les, ale někteří zástupci této čeledi se zdržují i v travnatých oblastech a v tundře. V České republice je nejhojnějším druhem srnec obecný, dále jelen lesní a daněk evropský. Během posledních dvou dekád se na českém území vytvořila populace losů. V oborách a farmových chovech se chovají i exotické druhy jelenovitých, jako je wapiti západní, sika dybowského nebo jelenec běloocasý. Některé z těchto druhů v České republice existují i ve volné přírodě, ale jejich populace jsou zanedbatelně malé. Někteří jelenovití se chovají jako polodomestikovaní a byli dovezeni i do Spojeného království Velké Británie a Severního Irska, Australského společenství a na Nový Zéland.
Jelenovitým je věnována expozice návštěvnického centra Národního parku Šumava ve Kvildě, jehož venkovní součástí je jelení výběh.

## Anatomie
Pro jelenovité je typická dlouhá, štíhlá postava na dlouhých nohou a krátký ocas. Jejich společným znakem jsou parohy – kostěné útvary, které jsou většinou větvené. Parohy mají pouze samci a je to výrazný znak pohlavního dimorfismu. Parohy jsou každý rok (většinou kolem února) shazovány a na jaře jim narůstají nové. Výjimku tvoří pouze sobi, u kterých mají parohy i samice, a srnčíci, kteří nemají paroží, ale špičáky přeměněné na kly. Největším zástupcem čeledi je los, který může dosáhnout hmotnosti až 700 kg. Nejmenší jelenovitý kopytník je pudu se svými 15 kg. Jelenovití mají výborný zrak, čich a sluch. Jelenovití nemají žlučník.

## Způsob života
Menší druhy žijí obvykle v malých skupinách nebo samotářsky, zatímco samice většiny větších druhů se sdružují do stád. V období říje samci shromažďují harém samic do teritoria, které si hájí před ostatními samci. Když se přiblíží jiný samec, nejprve poměřují své síly hlasovými souboji, hrabáním a chozením kolem sebe. Když jsou síly vyrovnané, tak spolu samci bojují. Samice rodí kolem května, června po 210–250 dnech březosti 1–2 mláďata. U některých druhů např. u srnců se vyskytuje tzv. utajená březost, kdy se plod na 4,5 měsíce přestane vyvíjet. Mláďata samice kojí 3–5 měsíců.

## Systém
podčeleď: jelenci (Odocoileinae syn. Capreolinae)
- rody:
  - jelenec (Blastocerus) – jelenec bahenní (B. dichotomus)
  - jelenec (Odocoileus) – jelenec běloocasý (O. virginianus), jelenec ušatý (O. hemionus) (existuje ve dvou poddruzích: O. hemionus hemionus a O. hemionus columbianus)
  - jelenec (Ozotoceros) – jelenec pampový (O. bezoarticus)
  - huemul (Hippocamelus) – huemul severní (H. antisensis), huemul jižní (H. bisulcus)
  - los (Alces) – los evropský (A. alces)
  - mazama (Mazama) – mazama červený (M. americana), m. venezuelský (M. bricenii), m. šedý (M. gouazoupira), m. malý (M. nana)
  - pudu (Pudu) – pudu jižní (P. puda), pudu severní (P. mephistophiles),
  - sob (Rangifer) – sob polární (R. tarandus)
  - srnec (Capreolus) – srnec obecný (C. capreolus), srnec sibiřský (C. pygargus)

podčeleď: jeleni (Cervinae)
- rody:
  - axis (Axis) – axis indický (A. axis), axis vepří (A. porcinus), axis kalamianský (A. calamianensis), axis baveánský (A. kuhlii)
  - daněk (Dama) – daněk evropský (D. dama), daněk mezopotámský (D. mesopotamica)
  - jelen (Cervus) – jelen lesní (C. elaphus), jelen bělohubý (C. albirostris), jelen lyrorohý (C. eldii), jelen barasinga (C. duvaucelii), sika (C. nippon), sambar indický (C. unicolor), sambar skvrnitý (C. alfredi), wapiti východní (C. elaphus canadensis), wapiti západní (C. elaphus nelsoni)
  - jelen (Elaphurus) – jelen milu (E. davidianus)

podčeleď: muntžaci (Muntiacinae)
- rody:
  - muntžak (Elaphodus) – muntžak chocholatý (E. cephalophus)
  - muntžak (Megamuntiacus) – muntžak obrovský (M. vuquangensis) – dnes řazen do rodu Muntiacus
  - muntžak (Muntiacus) – muntžak malý (M. reevesi), muntžak červený (M. muntjak), muntžak žlutý (M. atherodes)

podčeleď: srnčíci (Hydropotinae)
- rody:
  - srnčík (Hydropotes) – srnčík čínský (H. inermis)